# Joan Veny Clar
Joan Veny Clar (Campos, Baleares, 22 de agosto de 1932) es un lingüista dialectólogo español, acreedor del Premio de Honor de las Letras Catalanas.

## Biografía
Es catedrático emérito de Filología Catalana de la Universidad de Barcelona. Además de en esta universidad estudió en las de Lovaina y Poitiers. Se doctoró en filología románica el 1956 con la tesis Paralelismos léxicos en los dialectos catalanes dirigida por Antoni M. Badia i Margarit y publicada en 1960. Su investigación en el campo de la dialectología es líder en cuanto a la lengua catalana, sobre todo a raíz de la edición de Las hablas catalanas (1978), que recoge y establece una síntesis de la variación dialectal de la lengua catalana. Aquel mismo año se incorporó como miembro del Instituto de Estudios Catalanes. Se ha dedicado, además, a la edición de textos (Regiment de preservació de pestilència, de Jaume d'Agramunt, s. XIV; edición publicada en 1971) y a la historia de la lengua, con una atención especial a la etimología. Ha publicado numerosos artículos sobre lingüística catalana (como por ejemplo de dialectología mallorquina o incluso de occitanismos en el rosellonés), especialmente sobre dialectología, geolingüística y etimología; en este campo, ha dedicado varios estudios a la ictionimia y participado en un número considerable de congresos. 
Es el  director del Atlas Lingüístico del Dominio Catalán (ALDC), un proyecto de investigación del Instituto de Estudios Catalanes sobre la diversidad dialectal, elaborado conjuntamente con Lídia Pons i Griera e iniciado por Antoni Maria Badia Margarit. El resultado del proyecto, una obra de nueve volúmenes, está en curso de publicación desde 1998 y se puede consultar en internet (ALDC). Es también uno de los miembros más destacados del equipo de redacción del Atlas Linguistique Roman, así como el responsable de la parte catalana de varios programas internacionales de investigación en el ámbito de la geolingüística.
Es doctor honoris causa por la Universidad de Valencia (2008) y la Universidad de las Islas Baleares (2016). Ha sido galardonado con el Premio Creu de Sant Jordi de la Generalidad de Cataluña (1997), con  el premio de la Fundación Institución Catalana de Apoyo a la Investigación (2004), con la Medalla de Honor de la Red Vivas de Universidades (2013) y con el premio de Honor de las Letras Catalanas (2015), entre otros reconocimientos y homenajes. La escuela de Campos lleva su nombre.

## Obras
- Estudis de geolingüística catalana (1978).
- Els parlars catalans (1978).
- Introducció a la dialectologia catalana (1986).
- Dialectologia filològica. Transfusió lèxica. Llengua escrita i dialectalismes (1993)
- La lliçó lingüística de Maria Antònia Salvà (1995)
- Francesc de B. Moll: ciència i humanitat (1995)
- Onomàstica i dialectologia (1996)
- Aproximació al dialecte eivissenc (1999)
- Llengua històrica i llengua estàndard (2001)
- Contacte i contrast de llengües i dialectes (2006)
- Escrits lingüístics mallorquins (2007)
- De geolingüística i etimologia romànica (2012) (con una bibliografía hasta 2012, p. 391-417)
- Atles Lingüístic del Domini Català (2001 - en curso). 7 volúmenes.
- Petit Atles Lingüístic del Domini Català (2007 - en curso). 4 volúmenes.
- Perfils lingüístics balears (2015)[5]

## Premios
- 1997, Premio Cruz de San Jorge (1997)
- 2004, Premio de la Fundació Catalana per a la Recerca (2004)
- 2013, Medalla de Honor de la Xarxa Vives d'Universidades
- 2015, Premio de Honor de las Letras Catalanas.[3]
- 2017, Medalla de Oro de la Comunidad Autónoma de Baleares[6]